# Абай (Майский район)
Абай (каз. Абай, до 2019 года — Кызылоктябрь) — село в Майском районе Павлодарской области Казахстана. Расположено в 140 км к юго-востоку от областного центра — Павлодара и в 26 км к юго-востоку от районного центра — села Коктобе. Входит в состав Сатинского сельского округа. Код КАТО — 555653300.

## История
Село было названо Кызылоктябрь по бывшему колхозу «Красный Октябрь». Было центральной усадьбой бывшего овцеводческого совхоза «Чапаевский», образованного в 1957 году на базе колхозов имени Абая, имени Маленкова и Береговой МТС.
В 2019 году село Кызылоктябрь было переименовано в село Абай.

## Население
В 1985 году в селе проживало 1509 человек. В 1999 году население села составляло 278 человек (152 мужчины и 126 женщин). По данным переписи 2009 года, в селе проживало 207 человек (115 мужчин и 92 женщины).